# エニイ・ギブン・サンデー
『エニイ・ギブン・サンデー』（原題：Any Given Sunday）は、1999年のアメリカ合衆国のスポーツ映画。

## 概要
オリヴァー・ストーン監督がマイアミを舞台に、プロアメリカン・フットボールの世界を描いたスポーツ映画。なお、本編中に登場するプロリーグの名称、チームの名称、及びボウルゲームはいずれも架空のもので実在しない。エクスパンションでのコーチの引き抜き、フランチャイズ移転問題、現場を知らないオーナーとヘッドコーチの対立、負傷の影響でスタートポジションを奪われるエースQB（チームのリーダー的な存在の花形ポジションでもある）と一躍時の人間となって傲慢な素振りを見せるセカンドQBとの確執など、NFLファンならば、モデルにされている人物や事件などが容易に推測出来るプロリーグの内情を比較的リアルかつシビアに描いていることから実在するNFLとの権利関係に配慮したものとされる。

## ストーリー
2001年のマイアミ。かつては名選手として、今はヘッドコーチとしてトニーが率いるプロアメリカン・フットボールチームのマイアミ・シャークスは、今シーズンは負けが続き、不振に陥っていた。さらにキャプテンで中心選手のベテランQBのジャックも怪我をしてしまい、代わりの選手にもこと欠くような有様。試合を離れたところでも、前オーナーの娘である現オーナーのクリスティーナは自分のビジネスプランにこだわり、トニーとは意見がぶつかってばかりだった。そんな中でジャックの代わりを務めることになったのは、補欠のまた補欠の無名選手ビーメンだった。彼は期待以上の活躍を見せ、チームも大躍進する。スター選手として躍り出たビーメンをクリスティーナは煽てあげ、自分のプランのために他のベテラン選手を使い捨てようとしていた。ビーメンは、人気に付け上がって身勝手なプレーに走るようになり、チーム内に亀裂を入れてしまう。トニーはビーメンに忠告するも聞き入れようとしない。クリスティーナも自分の野望にむかって暗躍しており、チームはギクシャクしたまま、プレーオフ進出を決める大一番の日曜日をむかえようとしていた。後がないトニーは思い切ったチーム構成で試合に臨むことを決心する。そして試合の直前、トニーは選手たちの前で己の思いのたけの全てを込めた檄を飛ばすのだった。

## キャスト
| 役名                             | 俳優                           | 日本語吹替     | 日本語吹替                                 | 日本語吹替                             |
| 役名                             | 俳優                           | ソフト版       | 日本テレビ版                               | テレビ朝日版                           |
| -------------------------------- | ------------------------------ | -------------- | ------------------------------------------ | -------------------------------------- |
| トニー・ダマト                   | アル・パチーノ                 | 樋浦勉         | 菅生隆之                                   | 樋浦勉                                 |
| クリスティーナ・パグニアーチ     | キャメロン・ディアス           | 佐々木優子     | 深見梨加                                   | 井上喜久子                             |
| ジャック・“キャップ”・ルーニー   | デニス・クエイド               | 相沢正輝       | 大塚明夫                                   | 水内清光                               |
| ハーヴェイ・マンドレイク医師     | ジェームズ・ウッズ             | 谷口節         | 小川真司                                   | 井上文彦                               |
| ウィリー・ビーメン               | ジェイミー・フォックス         | 檀臣幸         | 東地宏樹                                   | 森川智之                               |
| ジュリアン・ワシントン           | LL・クール・J                  | 天田益男       | 内田直哉                                   | 岩崎ひろし                             |
| オリー・パワーズ医師             | マシュー・モディーン           | 平田広明       | 宮本充                                     | 滝知史                                 |
| モンテズマ・モンロー             | ジム・ブラウン                 | 麦人           | 渡部猛                                     | 宝亀克寿                               |
| ルーサー・“シャーク”・ラヴェイ   | ローレンス・テイラー           |                | 銀河万丈                                   | 斉藤次郎                               |
| パトリック・“マッドマン”・ケリー | アンドリュー・ブリニアースキー | 江川央生       | 長嶝高士                                   | [ 2 ]                                  |
| シンディ・ルーニー               | ローレン・ホリー               | 園田恵子       | 山像かおり                                 | 山像かおり                             |
| マーガレット・パグニアーチ       | アン＝マーグレット             | 藤波京子       | 沢田敏子                                   | 一城みゆ希                             |
| ニック・クロージャー             | アーロン・エッカート           | 小野健一       | 成田剣                                     | 寺杣昌紀                               |
| マンディ・マーフィー             | エリザベス・バークレー         | 柚木涼香       | [ 3 ]                                      | [ 3 ]                                  |
| コミッショナー                   | チャールトン・ヘストン         | 有本欽隆       | 納谷悟朗                                   | [ 3 ]                                  |
| ジャック・ローズ                 | ジョン・C・マッギンリー        | 内田直哉       | 大塚芳忠                                   | 田原アルノ                             |
| タッグ・コワルスキー             | オリヴァー・ストーン           | 星野充昭       | 羽佐間道夫                                 | 藤本譲                                 |
|                                  |                                |                |                                            |                                        |
| 演出                             |                                | 安江誠         | 安江誠                                     | 壷井正                                 |
| 翻訳                             | 菊池浩司(字幕)                 | 松原桂子       | 松原桂子                                   | 松原桂子                               |
| 調整                             |                                | 飯村靖雄       | 飯塚秀保                                   | 藤樫衛                                 |
| 制作                             |                                | グロービジョン | グロービジョン                             | グロービジョン                         |
| 初回放送                         |                                |                | 2002年11月8日 金曜ロードショー 21:03-23:29 | 2004年6月20日 日曜洋画劇場 21:00-22:54 |

## 評価
レビュー・アグリゲーターのRotten Tomatoesでは127件のレビューで支持率は52%、平均点は5.50/10となった。Metacriticでは33件のレビューを基に加重平均値が52/100となった。

## エピソード
- チームがチャーター機で移動するシーンに使われたボーイング727は、1970年3月31日に発生したよど号ハイジャック事件に遭遇した機体であった。